# Phyllonorycter acratynta
Phyllonorycter acratynta är en fjärilsart som först beskrevs av Edward Meyrick 1916.  Phyllonorycter acratynta ingår i släktet guldmalar, och familjen styltmalar. Inga underarter finns listade i Catalogue of Life.